# Jan Egens van Iterson
Jan Egens van Iterson (Waspik, 11 december 1842 - Leiden, 24 april 1901) was een Nederlands medicus. Hij was als hoogleraar verbonden aan de Universiteit Leiden.

## Biografie
Jan Egens van Iterson werd geboren op 11 december 1842 in Waspik als zoon van kostschoolhouder Johannes Adrianus van Iterson (1802-1868) en Neeltje Johanna Gerardina Vermeulen (1824-1871). Hij volgde voortgezet onderwijs aan gymnasia in Leiden en Gorinchem. Vervolgens werd hij aan de Universiteit Leiden ingeschreven als student geneeskunde. In 1867 promoveerde hij in de geneeskunde op het proefschrift Verslag der heelkundige kliniek aan de Leidsche hoogeschool gedurende den cursus 1866-67. Hij promoveerde in 1868 nog tweemaal op stellingen. Dit keer in de vrouwengeneeskunde en de chirurgie. Vervolgens werkte hij als arts in Leiden en was hij de assistent van de hoogleraar Machiel Polano. Als zijn assistent gaf hij onder andere lessen in de chirurgie.
In 1878 werd hij benoemd tot hoogleraar in de heelkunde en de gerechtelijke geneeskunde aan de Universiteit Leiden waarmee hij Machiel Polano opvolgde. De geneeskundige politie heeft ook enige tijd tot zijn leeropdracht behoord. In 1879 aanvaardde hij het hoogleraarsambt met de rede Over de noodzakelijkheid en de hulpmiddelen der critiek in de geneeskunde. In 1888 nam Daniël Elisa Siegenbeek van Heukelom de gerechtelijke geneeskundige over, waarna Van Iterson alleen nog maar les gaf in heelkunde.
Gedurende het collegejaar 1900-1901 vervulde hij de functie van rector magnificus. Zijn rectorale rede was getiteld De beteekenis der lichaamsoefening voor den gezonden en den zieken mensch. Kort erna overleed hij op 24 april 1901 in Leiden aan een oudere aandoening waar hij eerder voor geopereerd was.
Van Iterson trouwde in 1870 met Cornelia Jacoba Sophia Viruly (1846-1909), met wie hij drie kinderen kreeg. Hij was de oom van prof. dr. ir. Frederik van Iterson (1877-1957), van prof. dr. ir. Gerrit van Iterson (1878-1972) en van prof. dr. Willem van Iterson (1897-1973).

## Publicaties (selectie)
- Verslag der heelkundige kliniek aan de Leidsche hoogeschool gedurende den cursus 1866-67. Leiden 1867
- Langdurige sluiting van het darmkanaal. 1873
- Over de noodzakelijkheid en de hulpmiddelen der critiek in de geneeskunde. Leiden 1879
- Medeelingen omtrent het Geneeskundig Congres te London. in: Tijdschrift voor Geneeskunde. 1881
- Bydrage tot de behandling der blaassteenen. In: Tijdschrift voor Geneeskunde. 1882
- De verhouding der ortopaedie tot de wetenschap, de kunst en de maatschappy. in: Tijdschrift voor Geneeskunde. 1884
- Bydragen tot de operatieve chirurgie. In: Tijdschrift voor Geneeskunde. 1885, 1886
- Over splenopexia. In: Handelingen v.h. de Natuur- en geneesk. Congres. Haarlem 1897
- Het zwachtelen. In: Geneesk. bladen enz. 1897
- De beteekenis der lichaamsoefening voor den gezonden en den zieken mensch. Leiden 1901
- Register der oorspronkelijke stukken verschenen in de eerste vijftig jaargangen 1857-1906 van het Ned. Tijds. v. Geneesk. Amsterdam 1912